# Mihăești (rijeka)
Mihăești je rijeka u Rumunjskoj, u županiji Bihor, pritoka je Iada. 